# Ectolopha
Ectolopha is een geslacht van vlinders van de familie uilen (Noctuidae), uit de onderfamilie Amphipyrinae.

## Soorten
- E. marginata Hampson, 1910
- E. viridescens Hampson, 1902